# Nati nel 1906/Settembre
| Questa pagina contiene informazioni ricavate automaticamente dalle voci biografiche con l'ausilio del template Bio e di un bot. L'aggiornamento è periodico e automatico e ricostruisce completamente la pagina. Se manca una persona in questa lista, sei pregato di non aggiungerla, ma accertati piuttosto che la sua voce biografica contenga il template Bio e che i dati anagrafici siano correttamente compilati. Se il template Bio manca, inseriscilo tu stesso o, in alternativa, metti l'avviso {{tmp\|Bio}} che ne segnala la mancanza. Se i dati riportati sono sbagliati, correggi direttamente la voce biografica; le modifiche saranno visibili in questa lista entro pochi giorni. Per chiarimenti vedi il progetto biografie. La lista contiene solo le 118 persone che sono citate nell'enciclopedia e per le quali è stato implementato correttamente il template Bio. Pagina aggiornata al 10 ago 2025. |

- 1º settembre - Joaquín Balaguer, saggista, scrittore e politico dominicano († 2002)
- 1º settembre - Giovanni Bertoli, politico italiano († 1970)
- 1º settembre - Franz Biebl, compositore tedesco († 2001)
- 1º settembre - Mario Bonzano, ufficiale e aviatore italiano († 1975)
- 1º settembre - Bruno Capacci, poeta, pittore e ceramista italiano († 1996)
- 1º settembre - Karl August Folkers, biochimico statunitense († 1997)
- 1º settembre - Eleanor Burford, scrittrice britannica († 1993)
- 1º settembre - Missak Manouchian, partigiano armeno († 1944)
- 1º settembre - Buster Martin, personaggio televisivo francese († 2011)
- 1º settembre - Umberto Pasquale, religioso e letterato italiano († 1985)
- 1º settembre - Arthur Rowe, calciatore e allenatore di calcio inglese († 1993)
- 1º settembre - Ruth Rubin, cantante e poetessa canadese († 2000)
- 2 settembre - Barbara Jo Allen, attrice statunitense († 1974)
- 2 settembre - Raffaele Aversa, ufficiale e partigiano italiano († 1944)
- 2 settembre - George Gordon, regista, animatore e sceneggiatore statunitense († 1986)
- 2 settembre - Aleksandr Kazancev, compositore di scacchi e scrittore di fantascienza russo († 2002)
- 2 settembre - José Manuel Martins, calciatore portoghese († 1994)
- 2 settembre - Anita Rho, traduttrice, germanista e antifascista italiana († 1980)
- 2 settembre - Henri Stoelen, pallanuotista belga († 1977)
- 2 settembre - John Wilkinson Taylor, educatore statunitense († 2001)
- 3 settembre - Siro Magagnini, ciclista su strada italiano
- 3 settembre - Silvio Sacco, imprenditore e dirigente sportivo italiano († 1989)
- 4 settembre - Silvio Cinquini, matematico italiano († 1998)
- 4 settembre - Max Delbrück, biofisico tedesco († 1981)
- 4 settembre - Luis Marín Sabater, calciatore spagnolo († 1974)
- 4 settembre - Alexander Moyzes, compositore slovacco († 1984)
- 4 settembre - Dita Parlo, attrice tedesca († 1971)
- 4 settembre - Vincenzo Poletti, presbitero, antifascista e saggista italiano († 1979)
- 4 settembre - Hans Schröder, calciatore tedesco († 1970)
- 5 settembre - Jean Ces, pugile francese († 1969)
- 5 settembre - Ralston Crawford, pittore e fotografo statunitense († 1978)
- 6 settembre - Maria Cibrario Cinquini, matematica italiana († 1992)
- 6 settembre - Jules Deschepper, ciclista su strada belga († 1988)
- 6 settembre - Luis Federico Leloir, biochimico argentino († 1987)
- 6 settembre - Peng Shaohui, generale cinese († 1978)
- 7 settembre - Herbert George Dymott, militare britannico († 1942)
- 8 settembre - Paul Debes, scrittore tedesco († 2004)
- 8 settembre - Andrej Pavlovič Kirilenko, politico sovietico († 1990)
- 8 settembre - Emília Rotter, pattinatrice artistica su ghiaccio ungherese († 2003)
- 8 settembre - Denis de Rougemont, scrittore, filosofo e saggista svizzero († 1985)
- 8 settembre - Fritz Schilgen, mezzofondista tedesco († 2005)
- 8 settembre - Antonio Tedde, vescovo cattolico italiano († 1982)
- 9 settembre - Aileen Fisher, scrittrice statunitense († 2002)
- 9 settembre - Pietro Francisci, regista e sceneggiatore italiano († 1977)
- 9 settembre - Harri Larva, mezzofondista finlandese († 1980)
- 9 settembre - Nikolaj Gavrilovič Černyšëv, ingegnere sovietico († 1953)
- 10 settembre - Antonio Ayroldi, ufficiale e partigiano italiano († 1944)
- 10 settembre - Karl Wien, alpinista e geografo tedesco († 1937)
- 11 settembre - Giorgio Nelson Page, giornalista e scrittore statunitense († 1982)
- 11 settembre - James Quinn, velocista statunitense († 2004)
- 12 settembre - Aldo Spagnoli, pubblicitario italiano († 1992)
- 13 settembre - Axel Cadier, lottatore svedese († 1974)
- 13 settembre - Jimmy Foster, hockeista su ghiaccio britannico († 1969)
- 13 settembre - Marcello Minotto, scultore, orafo e disegnatore italiano († 1998)
- 14 settembre - Flávio Costa, calciatore e allenatore di calcio brasiliano († 1999)
- 14 settembre - Jan Diddens, calciatore belga († 1972)
- 14 settembre - Marcello Mascherini, scultore e scenografo italiano († 1983)
- 14 settembre - Franz Rellich, matematico austriaco († 1955)
- 14 settembre - Severino Saoncella, pittore, scultore e fotografo italiano († 1997)
- 15 settembre - Jacques Becker, regista e sceneggiatore francese († 1960)
- 15 settembre - Carlo di Limburg-Stirum, politico e filantropo belga († 1989)
- 15 settembre - Luigi Gabba, calciatore italiano († 1986)
- 15 settembre - Irving Jaffee, pattinatore di velocità su ghiaccio statunitense († 1981)
- 16 settembre - Attilio Bartole, politico e farmacista italiano († 1997)
- 16 settembre - Franciszek Cebulak, calciatore polacco († 1960)
- 16 settembre - Jack Churchill, militare britannico († 1996)
- 16 settembre - Maurice Sachs, scrittore francese († 1945)
- 16 settembre - Ödön Zombori, lottatore ungherese († 1989)
- 17 settembre - Adam Falkenstein, assiriologo tedesco († 1966)
- 17 settembre - Junius Richard Jayewardene, politico singalese († 1996)
- 17 settembre - Ludwig Freiherr von Loenrod, ufficiale tedesco († 1944)
- 17 settembre - Massimo Scaligero, giornalista e esoterista italiano († 1980)
- 18 settembre - Semën Isaakovič Kirsanov, poeta russo († 1972)
- 18 settembre - Julio Rosales y Ras, cardinale e arcivescovo cattolico filippino († 1983)
- 18 settembre - Ottavio Stocchi, compositore di scacchi italiano († 1964)
- 19 settembre - Anna Amalie Abert, musicologa tedesca († 1996)
- 19 settembre - Massimo Freccia, direttore d'orchestra italiano († 2004)
- 19 settembre - Bedřich Fritta, artista ceco († 1944)
- 20 settembre - Jean Dréville, regista francese († 1997)
- 20 settembre - Giuseppe Fatigati, montatore, produttore cinematografico e regista italiano († 1975)
- 20 settembre - Russell Metty, direttore della fotografia statunitense († 1978)
- 20 settembre - Stuart Milner-Barry, scacchista e crittografo britannico († 1995)
- 21 settembre - Henry Beachell, agronomo e biologo statunitense († 2006)
- 21 settembre - Adol'f Solomonovič Bergunker, regista cinematografico sovietico († 1989)
- 21 settembre - Derrick De Marney, attore britannico († 1978)
- 21 settembre - Enea Picchio, militare italiano († 1943)
- 22 settembre - Carl Brumbaugh, giocatore di football americano statunitense († 1969)
- 22 settembre - Antônio Jacobina Filho, pallanuotista brasiliano († 1994)
- 22 settembre - Ilse Koch, criminale di guerra tedesca († 1967)
- 22 settembre - Madeleine Mourgues, modella francese († 2000)
- 22 settembre - Gustav Schäfer, canottiere tedesco († 1991)
- 22 settembre - Rosa d'Asburgo-Lorena, nobile italiana († 1983)
- 23 settembre - Mario Guizzardi, imprenditore e calciatore italiano († 1980)
- 24 settembre - Juan Modesto, generale e antifascista spagnolo († 1969)
- 24 settembre - Aurelio Vitto, giornalista e politico italiano († 1941)
- 25 settembre - Madeleine Bourdouxhe, scrittrice belga († 1996)
- 25 settembre - José Figueres Ferrer, politico costaricano († 1990)
- 25 settembre - Giuseppe Macedonio, ceramista, scultore e pittore italiano († 1986)
- 25 settembre - Salvo Randone, attore italiano († 1991)
- 25 settembre - Dmitrij Dmitrievič Šostakovič, compositore e pianista sovietico († 1975)
- 26 settembre - Ángel Álvarez, attore spagnolo († 1983)
- 27 settembre - William Empson, poeta e critico letterario inglese († 1984)
- 27 settembre - Eugenio Frola, matematico italiano († 1962)
- 27 settembre - Charles Simons, calciatore belga († 1979)
- 27 settembre - Sergio Stefanutti, ingegnere aeronautico italiano († 1992)
- 27 settembre - Jim Thompson, scrittore e sceneggiatore statunitense († 1977)
- 28 settembre - Paul Fromm, mercante e mecenate statunitense († 1987)
- 28 settembre - Michelangelo Iorio, politico italiano († 1987)
- 28 settembre - Ercole Pace, inventore e tecnico del suono italiano († 1983)
- 29 settembre - Jules Merviel, ciclista su strada e pistard francese († 1978)
- 29 settembre - Maria Maddalena Rossi, politica, antifascista e giornalista italiana († 1995)
- 29 settembre - Charles Wolcott, compositore statunitense († 1987)
- 30 settembre - Aldo Barbieri, calciatore italiano († 1996)
- 30 settembre - Angelo Bioletto, fumettista italiano († 1986)
- 30 settembre - Alfredo Bruniera, arcivescovo cattolico italiano († 2000)
- 30 settembre - Josef Čtyřoký, calciatore cecoslovacco († 1985)
- 30 settembre - Mireille Hartuch, compositrice, cantante e attrice francese († 1996)
- 30 settembre - John Innes Mackintosh Stewart, scrittore e critico letterario scozzese († 1994)